# Agustín Muñoz Grandes

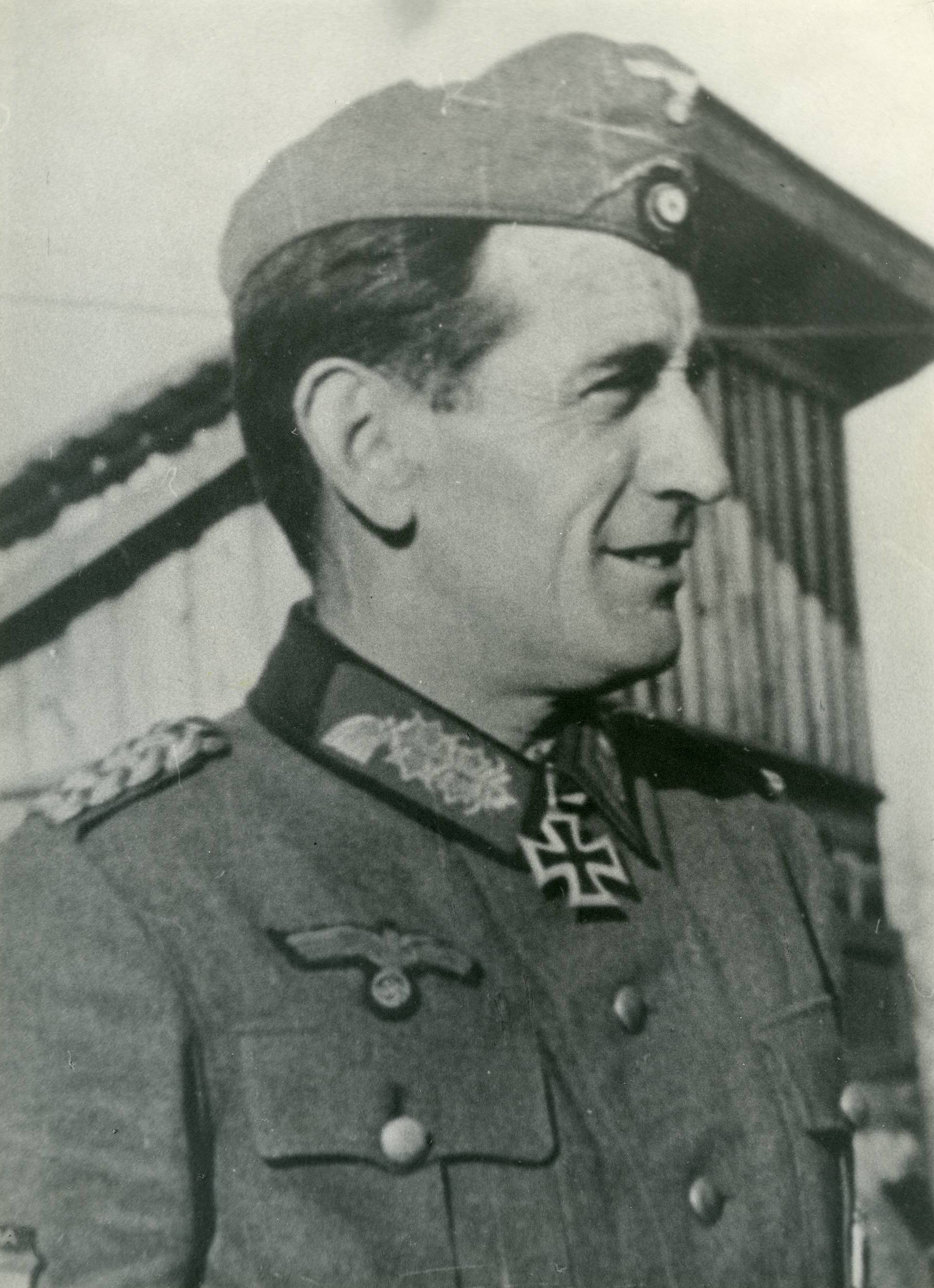
Agustín Muñoz Grandes

Don Agustín Muñoz Grandes, deutsche Schreibweise: Munoz-Grandes, (* 27. Januar 1896 in Carabanchel Bajo, Provinz Madrid; † 11. Juli 1970 in Madrid) war ein spanischer General, erster Kommandeur der Blauen Division, Politiker und von 1962 bis 1967 stellvertretender Ministerpräsident seines Landes.
Nach Ausbruch des Bürgerkriegs schloss er sich den Rebellen an und befehligte während des gesamten Krieges mehrere Militäreinheiten. Nach dem Ende der Feindseligkeiten erreichte er den Rang eines Brigadegenerals. Nach Gründung der Franco-Diktatur wurde er zum Generalsekretär der F.E.T y de las JONS mit Ministerrang ernannt, obwohl interne Meinungsverschiedenheiten mit anderen Führern der Diktatur ihn Anfang 1940 zum Rücktritt veranlassten.
Im Sommer 1941 erhielt er das Kommando über die 250. Infanterie-Division, in Spanien offiziell Spanische Freiwilligen-Division genannt, besser bekannt als „Blaue Division“, die die deutsche Armee an der sowjetischen Front unterstützte. Muñoz Grandes erlangte als Chef dieser Einheit große Popularität und wurde von Adolf Hitler persönlich ausgezeichnet. Nach seiner Rückkehr nach Spanien bekleidete er wichtige Positionen innerhalb der Franco-Diktatur und war Generalkapitän der Militärregion Madrid, Armeeminister und Chef des Hohen Generalstabs. 1962 ernannte Franco ihn zum Vizepräsidenten der Regierung, was ihn zu einer der wichtigsten Persönlichkeiten des Regimes machte. Bis zu seinem Tod im Jahr 1970 war er eine bedeutende Persönlichkeit des öffentlichen Lebens.

## Biografie

### Militärkarriere
Agustín Muñoz Grandes wurde am 27. Januar 1896 in Carabanchel Bajo, Provinz Madrid, geboren. Bereits als Teenager trat er 1913 in die Infanterieakademie von Toledo ein, deren Leiter damals Oberst José Villalba Riquelme war. Zwei Jahre nach seinem Abschluss, 1915, zog er für eine geplant lange Zeit an die marokkanische Front. Muñoz Grandes ragte 1924 beim Rückzug aus Xauen besonders heraus. Im folgenden Jahr wurde er schwer verletzt und erlitt in der Schlacht von Al Hoceïma eine Brustverletzung. Er weigerte sich, Adjutant von König Alfons XIII. zu werden und zog es vor, bei den Harka zu bleiben.
Nach Ausrufung der Zweiten Spanischen Republik stieg er 1931 die militärische Leiter bis zum Rang eines Oberstleutnants auf und wurde dem Sicherheitskorps zugeteilt. Am 23. September 1933 wurde er von der Regierung von Manuel Azaña zum Gründer und ersten Chef des Guardia de Asalto befehligt, übersetzt als „Sturmgarde“ bekannt. Muñoz Grandes organisierte das Gremium in nur drei Monaten. Er blieb bis Ende 1935 an der Spitze der neuen republikanischen Polizeiorganisation. Seine Ernennung wurde durch den großen Ruhm beeinflusst, den er durch die Organisation und Leitung der Regulares in Marokko erlangte.
Im Jahre 1935/36 war er Delegierter für indigene Angelegenheiten in Marokko.

### Spanischer Bürgerkrieg
Obwohl Muñoz Grandes zu Beginn des Spanischen Bürgerkriegs versuchte zu fliehen, wurde er schnell ausfindig gemacht und im Gefängnis Cárcel Modelo de Madrid inhaftiert. Von der republikanischen Justiz zu neun Jahren Gefängnis verurteilt, wurde seine Strafe auf zweieinhalb Jahre verkürzt und später durch Vermittlung der Generäle José Miaja und Vicente Rojo Lluch begnadigt und über seinen Eintritt in die Republikanische Volksarmee nachgedacht. Am 21. März 1937 zog er nach Valencia, um sich der besagten Armee anzuschließen, und nutzte diesen Umstand, um in das aufständische Gebiet zu fliehen, wo er am 1. April landete. Später leitete er die II. Brigade von Navarra und nahm an der Schlacht von Santander teil. Am 9. März 1938 wurde er zum Kommandeur der 150. Division ernannt. An der Spitze dieser Einheit nahm er an der Aragonoffensive teil und leistete einen herausragenden Einsatz während der Schlacht von Caspe gegen die Internationalen Brigaden. Die Vorstöße von Muñoz Grandes führten dazu, dass er nach Katalonien eindrang und den Fluss Segre erreichte.
Muñoz Grandes stieg auf der Militärleiter auf und übernahm später das Kommando über das neu gebildete Urgel-Armeekorps, mit dem er an der Katalonienoffensive teilnahm. Die Offensive begann Ende Dezember 1938 und ihre Truppen intervenierten bei der Durchbrechung der republikanischen Verteidigungslinien am Fluss Segre. Anfang Januar war es ihnen gelungen, Artesa de Segre, ein wichtiges Kommunikationszentrum, einzunehmen, woraufhin die Front zusammenbrach. Gegen Ende des Bürgerkrieges bekleidete Muñoz Grandes den Rang eines Oberst, wurde jedoch nach dem Krieg zum Brigadegeneral befördert.

### Nachkriegszeit
Am 9. August 1939 bildete Francisco Franco seine zweite Regierung, in der Muñoz Grandes zum Generalsekretär der F.E.T y de las JONS mit Ministerrang ernannt wurde und Raimundo Fernández-Cuesta ablöste. Obwohl Muñoz Grandes ein strenger Antimonarchist war, war er weder Traditionalist noch Falangist, noch verfügte er über politische Erfahrung. Daher war seine Ernennung eine Überraschung. Im neuen Nationalrat der F.E.T y de las JONS belegte Muñoz Grandes nach Ramón Serrano Suñer und Pilar Primo de Rivera den dritten Platz. Es dauerte jedoch nicht lange, bis er angespannte Beziehungen sowohl zu Serrano Suñer, dem Vorsitzenden des Politischen Vorstands, als auch zu Pedro Gamero del Castillo, dem stellvertretenden Sekretär der Partei, erfuhr. Serrano Suñer war derjenige, der die Partei zusammenhielt.
Kurz nach seiner Ernennung besetzte er neue Positionen innerhalb der Falange: Ricardo Giménez-Arnau wurde mit der Leitung der Außenabteilung beauftragt und Gerardo Salvador Merino wurde zum nationalen Gewerkschaftsdelegierten ernannt. Während seiner Zeit an der Spitze der Einheitspartei entwarf Muñoz Grandes einen Plan, der eine nationale Versöhnung zwischen Francos Anhängern und ehemaligen Anhängern der Republik anstrebte. Der Plan zielte auf die Wiedereingliederung aller „Rojos“ und Mitglieder der Republikanische Volksarmee, die keine Blutverbrechen begangen hatten, mit Unterstützung der Falange ab. Als er diese Idee im Ministerrat zur Sprache brachte, stellte er fest, dass er der einzige Minister war, der einen solchen Plan unterstützte. Frustriert über diese und andere gescheiterte Bemühungen musste er im März 1940 zurücktreten.
Später wurde Muñoz Grandes zum Kommandeur der 22. Division und Chef des Militärkommandos von Campo de Gibraltar ernannt. Seit einiger Zeit war Muñoz Grandes als Soldat mit Nazi-Sympathien bekannt. Die Deutschen machten sich die Tatsache zunutze, dass er das Militärkommando von Campo de Gibraltar leitete, und zählten auf seine begeisterte Mitarbeit im Falle der Entwicklung der sogenannten Unternehmen „Félix“, dem deutschen Plan zur Besetzung des britischen Stützpunkts in Gibraltar. Die Operation fand jedoch nicht statt und der Angriff auf Gibraltar wurde aufgrund der spanischen Neutralität im Zweiten Weltkrieg abgebrochen.

### Blaue Division

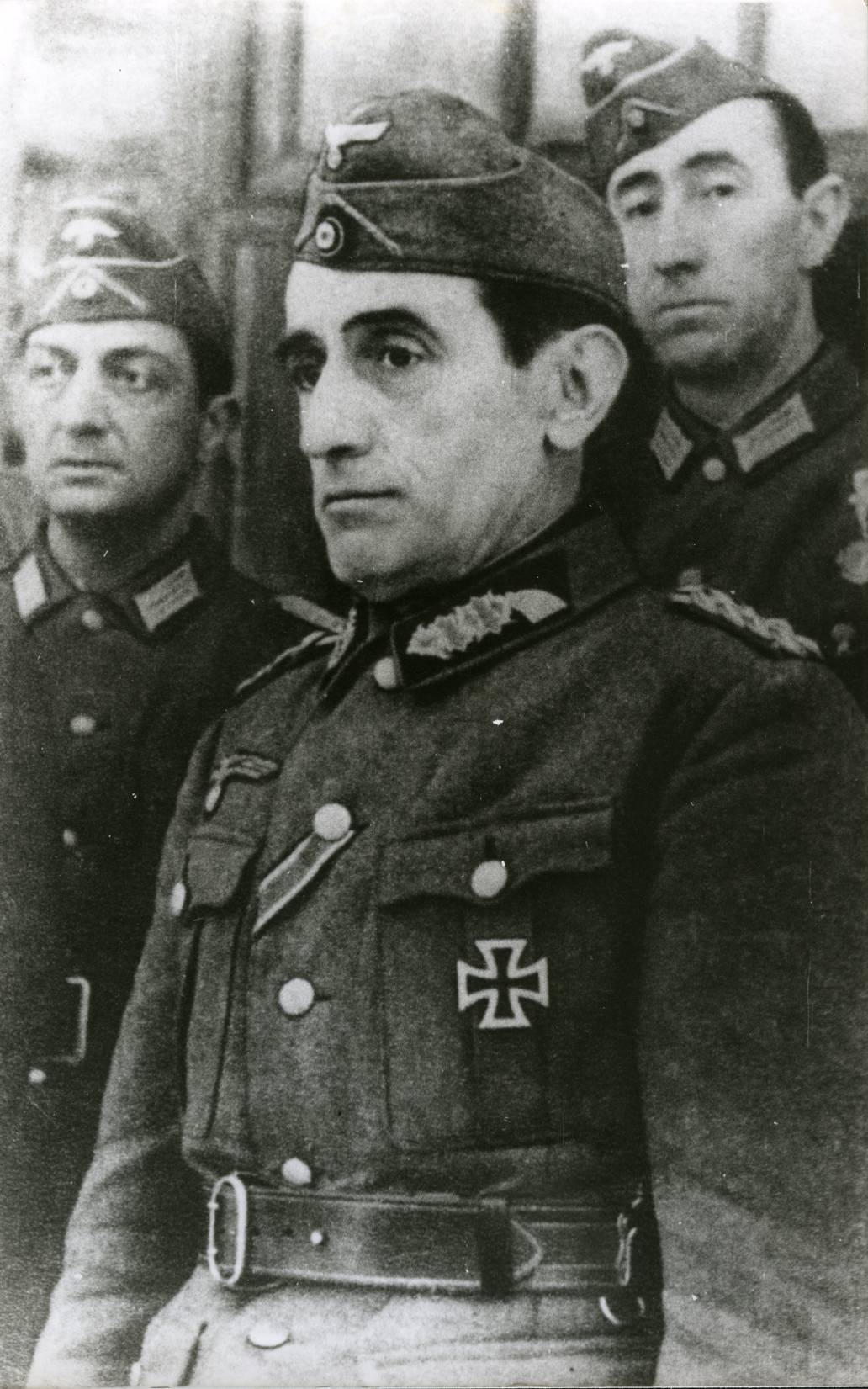
Muñoz Grandes in der Uniform der deutschen Wehrmacht

Im Juli 1941, nach dem deutschen Einmarsch in die UdSSR, übertrug der Diktator Francisco Franco Muñoz Grandes die Leitung der spanischen Freiwilligeneinheit, die an der Seite der Deutschen in der Sowjetunion kämpfen sollte, der sogenannten Blauen Division. Diese Ernennung verschaffte Muñoz Grandes große Popularität und er rückte in den Mittelpunkt der Aufmerksamkeit.
Monate später kam der Kommandeur der neuen Blauen Division zu einem Interview mit dem deutschen Diktator Adolf Hitler in sein Hauptquartier in Rastenburg, auch bekannt als „Wolfsschanze“. Für seine Unterstützung wurde er von Hitler mit dem Ritterkreuz des Eisernen Kreuzes mit Eichenlaub ausgezeichnet, einer der höchsten deutschen Militärauszeichnungen. Der deutsche Diktator glaubte nach dem Desinteresse Francos und der Ohnmacht Ramón Serrano Súñers, dass Muñoz Grandes ein begeisterter Befürworter des Kriegseintritts Spaniens sei und dass er tatsächlich einen potenziellen Ersatz für Franco selbst in Richtung des Landes darstelle. Der spanische Offizier, Víctor José Jiménez, und der Diplomat Juan Hoffmann hätten als Übersetzer zwischen Hitler und Muñoz Grandes fungiert. Franco erfuhr vom Inhalt der Gespräche mit Hitler und beschloss, Muñoz Grandes als Abteilungsleiter zu entlassen. Hitlers Druck auf Franco verzögerte jedoch seine Entlassung als Divisionsleiter um mehrere Monate, da Hitler daran interessiert war, das militärische Ansehen von Muñoz Grandes zu erhöhen. Schließlich wurde er im Dezember 1942 entlassen und durch General Emilio Esteban-Infantes ersetzt, einen konservativen Militär, der viele der Ansichten seines Vorgängers nicht teilte.
Als Muñoz Grandes 1943 nach Spanien zurückkehrte, wurde er zum Generalleutnant befördert und zum Leiter des Militärhauses Francos ernannt. Er wurde außerdem mit dem Großkreuz des Imperialen Ordens vom Joch und den Pfeilen sowie der Silbernen Palme (Palma de Plata), der höchsten falangistischen Auszeichnung, ausgezeichnet. Es ist jedoch erwähnenswert, dass Muñoz Grandes mit der oben genannten Beförderung nicht mehr das Kommando über die Truppen hatte. So hatte Franco ihn in einem einzigen Satz gefeiert und an seine Seite gestellt und ihn gleichzeitig politisch annulliert. Bis zum Ende des Weltkrieges befehligte er keine Truppen mehr. Im März 1945 wurde er zum Kommandeur der wichtigen Militärregion Madrid ernannt.

### Spätere Karriere

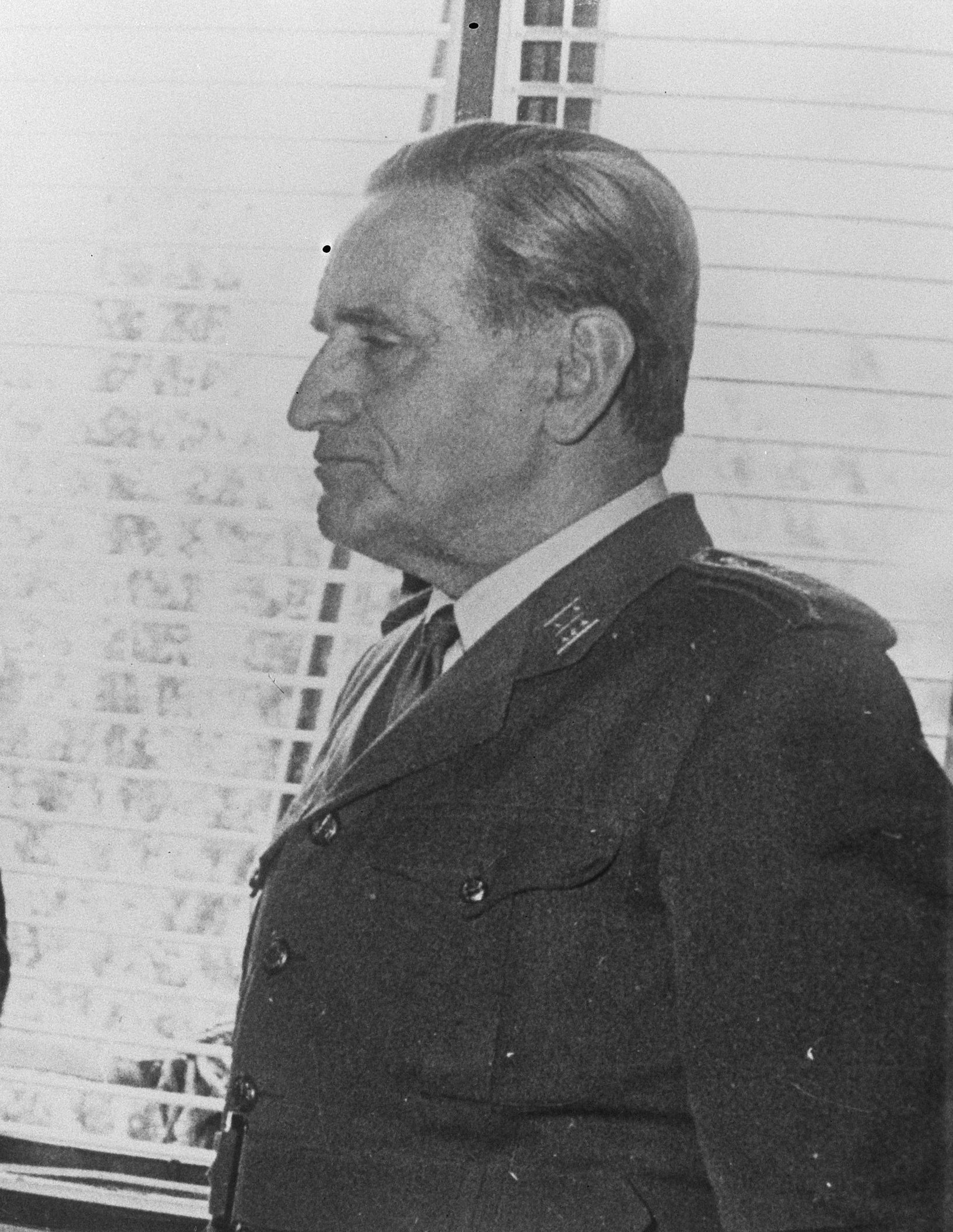
Generalkapitän Muñoz Grandes (1962)

Nach dem Zweiten Weltkrieg leitete Muñoz Grandes einige Jahre lang die I. Militärregion Madrid. Am 18. Juli 1951 bildete Francisco Franco seine sechste Regierung, die des neuen Konkordats mit dem Heiligen Stuhl und der Abkommen mit den Vereinigten Staaten 1953, dieselbe, die am 1. Mai 1952 die dritte allgemeine Begnadigung gewährte. In dieser Regierung bekleidete Muñoz Grandes das Amt des Armeeministers und erreichte später den Rang eines Generalkapitäns.
Die Regierung brauchte die Unterstützung der Vereinigten Staaten, der großen Weltmacht ihrer Zeit, und ihre Bereitschaft, die Beziehungen zu stärken. Er wurde mit einer heiklen militärischen und diplomatischen Mission beauftragt, der Aushandlung eines Abkommens mit den Vereinigten Staaten. Als schlechter Verwalter des Armeeministeriums wurde er 1957 durch General Antonio Barroso ersetzt. Anschließend wurde er Chef des Hohen Generalstabs. Im Juli 1962 wurde er zum ersten Vizepräsidenten der Regierung seit der Institutionalisierung der Diktatur ernannt. Diese Ernennung war bedeutsam, da Franco kürzlich einen Jagdunfall erlitten hatte und sein Gesundheitszustand beeinträchtigt war. Im Jahre 1967 wurde er von Luis Carrero Blanco abgelöst.
Muñoz Grandes starb am 11. Juli 1970 in Madrid, nachdem er nach einem schweren Herz-Kreislauf-Versagen, ein Jahr lang im Krankenhaus verbrachte. Seine Beerdigung war sehr feierlich und umfasste internationale Vertretungen. Er wurde auf dem Friedhof in Carabanchel Bajo beigesetzt.

## Posthume Zuschreibung
Muñoz Grandes war einer der 35 hochrangigen Beamten des Franco-Regimes, die 2006 vor dem Nationalen Gerichtshof in Spanien im Verfahren wegen Verbrechen der illegalen Inhaftierung und Verbrechen gegen die Menschlichkeit, die während des Spanischen Bürgerkriegs und während des ersten Franco-Regimes begangen wurden, von Baltasar Garzón angeklagt wurden. Er konnte nicht mehr strafrechtlich verfolgt werden, weil einige Jahrzehnte vor der Anklage sein Tod bereits bestätigt wurde.

## Auszeichnungen
- Eisernes Kreuz II. Klasse (8. September 1941)
- Eisernes Kreuz I. Klasse (19. Januar 1942)
- Ritterkreuz des Eisernen Kreuzes mit Eichenlaub (1942)
- Großkreuz des Imperialen Ordens vom Joch und den Pfeilen (1943)
- Silberne Palme (Palma de Plata) der Falange (1943)
- Legionnaire der Legion of Merit
- Großkreuzritter des Orden de Isabel la Católica
- Großkreuz des Ordens des heiligen Hermenegild
- Großkreuzritter des Ordens Karls III.
- Großkette des Imperialen Ordens vom Joch und den Pfeilen (1967)
- Collane des Cisneros-Ordens (1970)